# Krocodona colotes
Krocodona colotes är en insektsart som beskrevs av Kramer 1964. Krocodona colotes ingår i släktet Krocodona och familjen dvärgstritar. Inga underarter finns listade i Catalogue of Life.